# Verzorgingsplaats Smarpot
Verzorgingsplaats Smarpot is een Nederlandse verzorgingsplaats, gelegen aan de A32 Leeuwarden - Meppel ter hoogte van Akkrum bij aansluiting 13. De verzorgingsplaats ligt op de grens van de gemeenten Heerenveen en De Friese Meren.
Bij de verzorgingsplaats is een tankstation van Tamoil.
Richting Leeuwarden: Paardeweide · De Weeren · Mandelân
Richting Meppel: Smarpot · Dorpshellen · Bovenboer